# Melipotis ochrodes
Melipotis ochrodes là một loài bướm đêm trong họ Erebidae.